# Teufelsstein (Jablonec nad Nisou)

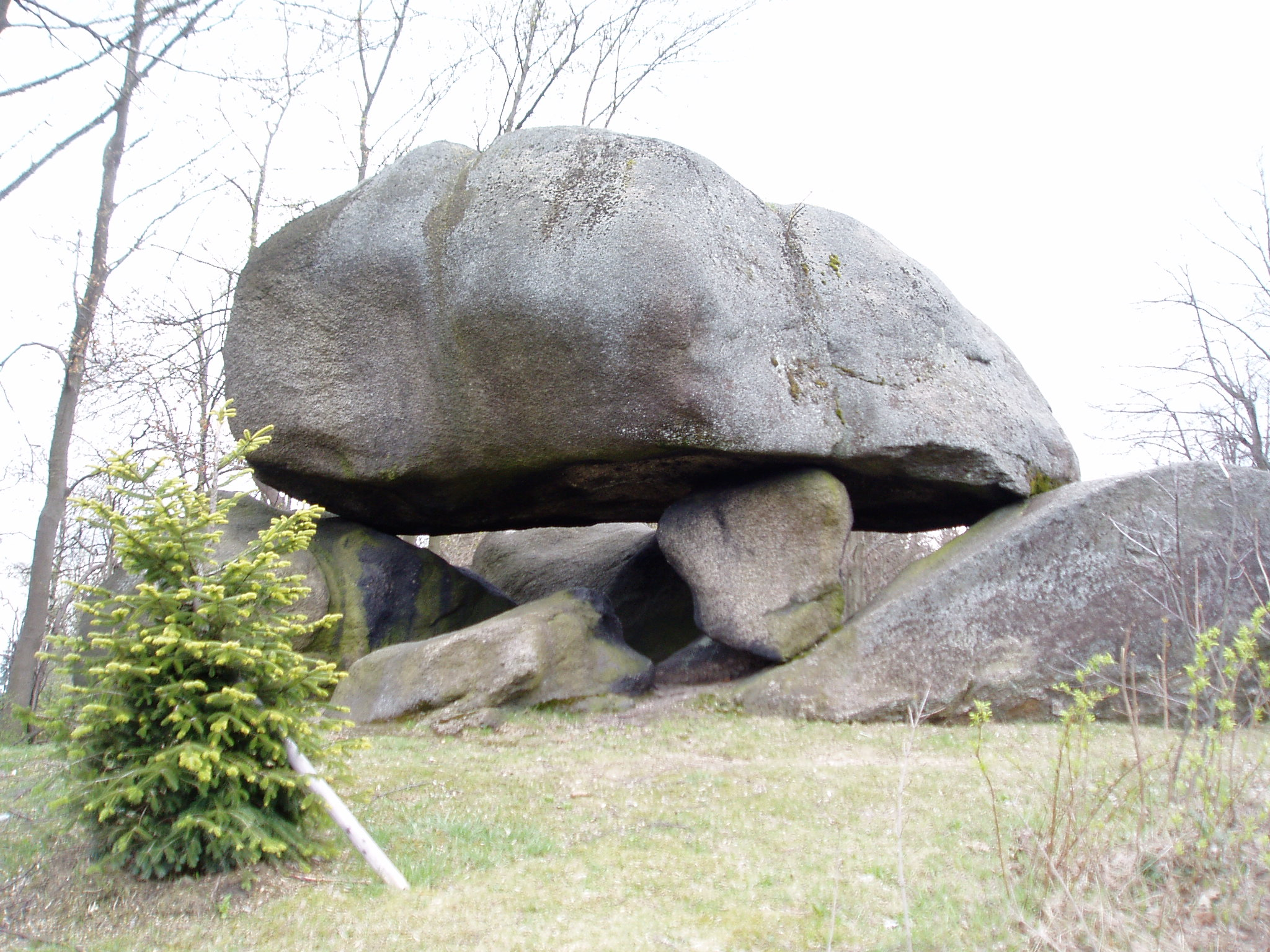
Teufelsstein von Jablonec nad Nisou

Der Teufelsstein von Jablonec nad Nisou, tschechisch Čertův kámen, befindet sich in Tschechien, in der zur Region Liberec gehörenden Stadt Jablonec nad Nisou (deutsch: Gablonz an der Neiße).
Der Teufelsstein bildet eine dolmenartige Felsformation, dabei ist ein großer Granitblock der Deckstein, der auf vier kleineren Blöcken ruht und unter sich eine beachtliche Höhle mit mehreren Toren bildet. Die Steinanordnung gilt als Laune der Natur.
Der Standort befindet sich im Ortsteil Vrkoslavice, dessen inoffizielles Wappen und den Gemeindestempel eine Darstellung des Felsens trägt.

## Geschichte
Mit dem Teufelsstein verbindet sich die Sage einer einstigen Teufelsbeschwörung in einer nahegelegenen Kapelle. Die Menschen erhofften sich vom Teufel Reichtum. Der Pfarrer erfuhr von dem Frevel und schritt dagegen ein. Die Teufelsanbeter flohen. Da erschien der Teufel mit einem Sack voll Gold und Edelsteinen auf dem Felsen bei der Kapelle. Doch als er die Flüchtenden und den Pfarrer sah, wurde er wütend und schlug mit seinem Schwanz auf den Teufelsstein. An der Stelle, wo der Teufel saß und mit dem Schwanz auf den Felsen schlug, ist heute noch eine Vertiefung mit einer Rinne vorhanden.
Der Jablonecer Chronist Adolf Lilie berichtete 1895 von einem vergeblichen Steingewinnungsversuch durch Steinmetze. Zeugnisse dieser Bemühungen sind heute noch vorhandene Treibkeillöcher.

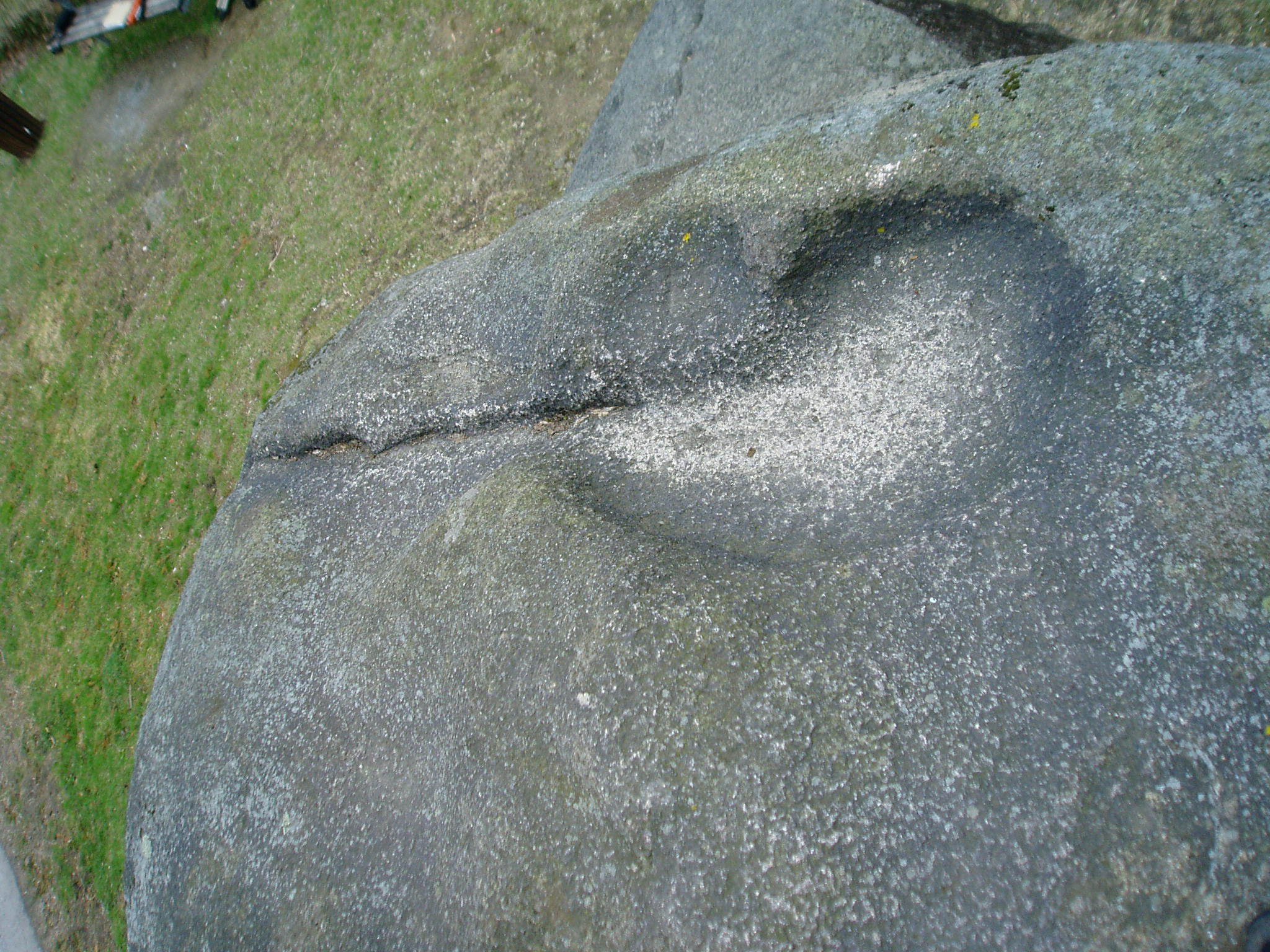
Der Teufelssitzplatz mit dem Schwanzabdruck auf dem Teufelsstein von Jablonec

## Sonnenphänomen
Astronomische Messungen der Fachgruppe Archäoastronomie der  Sternwarte „Bruno-H.-Bürgel“ Sohland/Spree e. V. erbrachten 2011, dass sich die Steinformation vorzüglich für kalendarische Sonnenbeobachtungen eignet. Infolgedessen wurde der Felsaufbau als rein natürliches Werk angezweifelt.
Das festgestellte kalendarische Sonnenbeobachtungsschema entspricht dem weiterer Felsen in der Oberlausitz und Tschechiens, wie zum Beispiel dem Heidenstein von Višňová mit Teufelssage und angeblichen „Teufelssitzen“ und dem Teufelsstein von Pließkowitz, wo sich auch ein angeblicher „Sitzplatz/Gesäßeindruck des Teufels“ befindet. Das archäoastronomische Forschungsprojekt der Sternwarte Sohland erhielt die Bezeichnung „Projekt- Götterhand“ und die Felsobjekte, welche das kalendarische Sonnenbeobachtungsphänomen aufweisen werden als „Sonnenheiligtümer der Oberlausitz“ angesprochen.